# Utopia, Limited

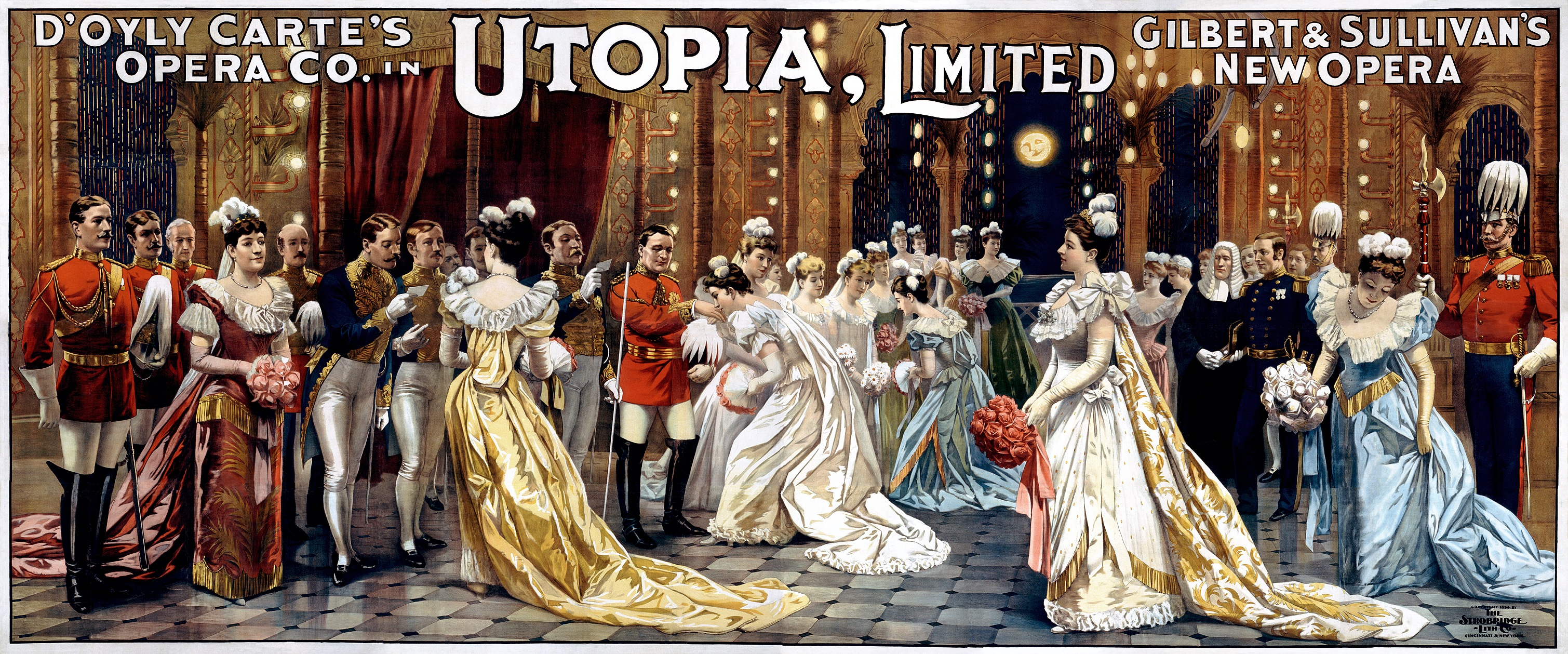
Una locandina tratta da una scena da Utopia, Limited

Utopia Limited o The Flowers of Progress, è una operetta del genere Savoy Opera, con musiche di Arthur Sullivan e libretto di W. S. Gilbert. Essa fu la penultima opera del duo Gilbert e Sullivan su quattordici complessive e debuttò il 7 ottobre 1893 ed andò avanti per 245 recite.
Il libretto di Gilbert satireggiava sulle Società a responsabilità limitata, ed in particolare sul fatto che dette società potevano fallire non pagando i creditori senza alcuna responsabilità a loro carico. Satireggia anche sulla legge che regola le Società per azioni immaginando la convergenza assurda fra persone fisiche ed entità legali. In somma, si prende beffa delle presunzioni del tardo XIX secolo (impero britannico) e di molte delle istituzioni adorate dalla nazione. Il libretto è stato criticato come troppo lungo ed erroneo, e molti punti non sono mai risolti, per il fatto Sullivan che rifiutò di inserire delle scene chiarificatrici.
Utopia viene rappresentata meno frequentemente di altre opere di Gilbert e Sullivan: è troppo costosa da produrre per il gran numero di ruoli principali e perché prevede due costumi di scena per la maggior parte degli attori.
L'argomento e l'intreccio risulta di difficile comprensione per gli spettatori moderni che non conoscono quelle realtà. Nonostante contenga alcune ottime musiche ha fra le opere di Gilbert e Sullivan meno motivi orecchiabili per il grande pubblico. Nonostante ciò l'opera ebbe i suoi estimatori. George Bernard Shaw disse: "Ho apprezzato l'opera Utopia più che ogni altra delle precedenti Savoy Opera."

## Background
Durante la produzione della precedente opera The Gondoliers, Gilbert si fece irretire in una disputa legale con il produttore Richard D'Oyly Carte, sul costo di una nuova moquette per il Savoy Theatre e più generalmente sui costi della messa in scena nel corso della durata della loro società. Sullivan prese le parti di Carte e Gilbert finì per soccombere.
Dopo la fine delle recite di The Gondoliers trascorsero ben due anni prima del debutto di Utopia.
La causa lasciò Gilbert e Sullivan molto amareggiati, ed i loro ultimi due lavori subirono i segni di questa freddezza fra i due creando delle discrepanze nella stesura delle opere che non si notavano nei loro precedenti lavori. Queste imperfezioni in altri tempi sarebbero state sistemate nei primi giorni di programmazione cosa che non avvenne più nelle due ultime opere. Utopia risultò meno scorrevole delle opere precedenti e questa problematica, notata dal pubblico, fu uno dei motivi che indirizzò i frequentatori dei teatri londinesi, dall'opera comica alla commedia musicale come A Gaiety Girl, che spopolava in quel tempo nei teatri del West end londinese.
Utopia presentò Nancy McIntosh, l'ultima protetta di Gilbert, come Principessa Zara, ed il suo ruolo fu molto ampliato per dare maggiore spessore alla sua parte. Sullivan non fu d'accordo su questo e altre questioni e si rifiutò di mettere una delle scene scritta appositamente da Gilbert per la McIntosh.
Questo episodio rappresentò l'inizio della fine della collaborazione fra i due che terminerà, tre anni dopo, con l'opera The Grand Duke.